# Малый чёрный баклан
Малый чёрный баклан (лат. Phalacrocorax sulcirostris) — вид морских птиц из семейства баклановых. Обычен в малых водоемах Австралии и северной части Новой Зеландии. Встречаются также на Малайском полуострове, в Индонезии (но не на Суматре), Новой Гвинее. МСОП присвоил виду статус LC.

## Описание
Длина около 60-65 см. Цвет птицы чёрный с сине-зелёными глазами.

## Поведение
Питаются в основном рыбой. Эти птицы более стайные, чем другие бакланы. Иногда они образуют V-образный строй в полёте. Размножаются раз в год, в гнезде обычно 3-5 яиц.